# Bo Sjökvist
Bo Fredrik Sjökvist, född 17 november 1973 i Nyköpings östra församling i Södermanlands län, är en svensk författare, dokumentärfilmare och radioprogramledare.

## Biografi
Bo Sjökvist är journalist, dokumentärfilmsregissör, författare samt radio- och tv-producent. Han är känd för skildringar av personer och företeelser utanför samhällets mittfåra. Tillsammans med Bengt Löfgren har han bland annat gjort de kritikerrosade långfilmsdokumentärerna I väntan på Jan Myrdals död och Ingen tid för kärlek - om Johnny Bode.
År 2016 blev han nominerad till Stora journalistpriset i klassen årets förnyare för dokumentärserien Mitt psyke och jag (SVT 2015–2016). Sjökvist är upphovsman till SVT-serien Arvinge Okänd som han utvecklat och producerat åt SVT. År 2023 gjorde han dokumentärserien När jag inte längre minns dig, där man får följa människor med olika demenssjukdomar, bland annat skådespelaren Nina Gunke. År 2024 släpptes Sjökvists mycket uppmärksammade dokumentärserie om Ingvar Oldsberg, Oldsberg - En gränslös gigant.
Sjökvist har ett stort intresse för varietékulturen. Han har bland annat skrivit boken Bland Strippor och fakirer - om den svenska marknadsvarietén och gjort flera radioserier om ämnet. Sedan 2016 har han tillsammans med Rasmus Persson satt upp varietéföreställningar, under namnet Varieté Meduza, på Kiviks Marknad.

## Filmografi
- 2000 När hjärnan styr kroppen[6]
- 2001 El Salama-fakir[7]
- 2007 Predikanten[8]
- 2010 Sverigedemokraterna - vägen till riksdagen[9]
- 2011 Nordstan - en julsaga, dokumentärserie.[10]
- 2012 William Petzälls fall, reportage.[11]
- 2015 Mitt psyke och jag, dokumentärserie[12][13]
- 2016 Matlagningsprogrammet ingen talar om längre[14]
- 2017 Ingen tid för kärlek - en film om Johnny Bode[15]
- 2017 Arvinge okänd, dokumentärserie[16]
- 2020 Jätten från Hallstahammar
- 2021 I väntan på Jan Myrdals död
- 2022 Brodöserna
- 2023 När jag inte längre minns dig, dokumentärserie
- 2024 Oldsberg - En gränslös gigant, dokumentärserie

## Radiodokumentärer
- 2001 Bland strippor och fakirer. Dokumentärserie[17]
- 2001 Bland lindansare och itusågade damer. Dokumentärserie
- 2001 Vackra, rena och snälla
- 2002 Kanske blir jag ungmö
- 2002 Människorna som tänkte att va’ faan. Dokumentärserie
- 2003 Människa eller museum? Dokumentärserie
- 2003 Artisterna vissa minns. Dokumentärserie
- 2009 Mera brännvin[18]
- 2010 Vi skrämde slag på Svensson[19]
- 2013 Jan Myrdals sista flytt[20]
- 2013 Privatdetektiv Mattisson[21]
- 2014 Primadonnan från Hisingen[22]
- 2014 Den danska mirakelpastorn[23]
- 2015 Historien om två nakendansöser och en försvunnen playboy[24]
- 2017 Apan Ola - schimpansen som försvann[25]
- 2019 Terapeuten och ondskan[26]
- 2019 Kassettbandsdrottningen[27]
- 2021 Sauna. Dokumentärserie
- 2022 Ultima Thule. Dokumentärserie
- 2025 Jerusalem - Hårdrock mot Helvetet